# Belle and Sebastian Write About Love
Belle and Sebastian Write About Love är ett studioalbum av Belle and Sebastian, utgivet 2010. Skivan gästas bl.a. av Norah Jones ("Little Lou, Ugly Jack, Prophet John") och Carey Mulligan ("Write About Love"). Skivan gavs ut den 11 oktober i Storbritannien och 12 oktober i USA. Skivan fick ett gott mottagande, såväl i Sverige som internationellt.

## Låtlista
1. "I Didn't See It Coming" - 5:00
2. "Come on Sister" - 3:51
3. "Calculating Bimbo" - 4:22
4. "I Want the World to Stop" - 4:32
5. "Little Lou, Ugly Jack, Prophet John" [ft. Norah Jones] - 4:27
6. "Write About Love" [ft. Carey Mulligan] - 2:52
7. "I'm Not Living in the Real World" - 3:07
8. "Ghost of Rockschool" - 4:31
9. "Read the Blessed Pages" - 2:41
10. "I Can See Your Future" - 3:47
11. "Sunday's Pretty Icons" - 3:44